# São Joaquim da Barra (gemeente)
São Joaquim da Barra is een gemeente in de Braziliaanse deelstaat São Paulo. De gemeente telt 46.172 inwoners (schatting 2009).

## Verkeer en vervoer
De plaats ligt aan de radiale snelweg BR-050 tussen Brasilia en Santos. Daarnaast ligt ze aan de weg SP-330.

## Geboren
- Fernanda Alves (1985), volleyballer en beachvolleyballer